# Wasteland
Wasteland, é um jogo de computador, criado em 1988. O jogo foi desenhado por Alan Palvish, Michael A Stackpole e Ken St Andre, programado por Palvish e produzido por David Albert para a Interplay Productions e publicado pela Electronic Arts. Anos mais tarde serviu de inspiração para a série Fallout.

## História
O jogo se passa na metade do século 21 após uma guerra nuclear entre a União Soviética e Estados Unidos.